# Nikolaj Frederik Severin Grundtvig
Nikolaj Frederik Severin Grundtvig (Udby, 8 september 1783 - Kopenhagen, 2 september 1872) was een Deens luthers predikant, dichter, historicus en volksopvoeder.

## Biografie
Hij was een van de meest invloedrijke personen in het negentiende-eeuwse Denemarken. Grundtvig keerde zich in de kerk tegen het rationalisme van de Verlichting en pleitte voor een meer emotionele beleving van het christelijk geloof. Ook wilde hij meer vrijheid voor verschillende stromingen binnen de Deense Volkskerk. Met zijn boeken over de oude Scandinavische literatuur en zijn gedichten bevorderde hij de opkomst van het Deense nationalisme. Hij pleitte voor algemeen kiesrecht en beter onderwijs. Dit laatste gaf hij vorm in de volkshogescholen, een onderwijsvorm die ook buiten Denemarken veel navolging vond. Als dichter leverde hij een belangrijke bijdrage aan het Deense kerklied.

## Persoonlijk
Nikolaj Grundtvig trouwde driemaal, met achtereenvolgens Elisabeth Blicher (1787–1851), Marie Toft (1813–1854) en Asta Reedtz (1826–1890). Zijn zoon Svend Grundtvig gaf onder meer liedboeken met oude Deense volksliederen uit.

## Trivia
- Het œuvre van Grundtvig was een inspiratiebron voor Didi Blumer (1883-1973), een Zwitsers maatschappelijk werkster.[1]

- Bibsys: 90086364
- Bibliothèque nationale de France: cb12022127n (data)
- CiNii: DA09246178
- Digitale Bibliotheek voor de Nederlandse Letteren: grun017
- Gemeinsame Normdatei: 118543008
- International Standard Name Identifier: 0000 0001 2127 0227
- KulturNav: 987a6056-bbe9-4a5b-a1bd-4dceb172bda0
- Library of Congress Control Number: n80017555
- MusicBrainz: e64480a7-6deb-4be7-9795-32c9782446ff
- Bibliotheek van het Japanse parlement: 00620769
- Nationale Bibliotheek van Tsjechië: mzk2005295066
- Nationale bibliotheek van Australië: 35660168
- Nationale Bibliotheek van Israël: 987007279695505171
- Nationale Bibliotheek van Polen: a0000001241211
- Nederlandse Thesaurus van Auteursnamen: 069640319
- LIBRIS: 188769
- SNAC: w6795kcz
- Système universitaire de documentation: 027382214
- Trove: 1030831
- Virtual International Authority File: 32788147
- WorldCat: E39PBJgMyRtPCjbqwcjw4G4yVC